# Manuel Teixeira Gomes
Manuel Teixeira Gomes (27. května 1860 Portimão – 18. října 1941 Bidžája) byl portugalský politik, diplomat a spisovatel. V letech 1923–1925 byl sedmým prezidentem Portugalska.

## Život
Jeho otec byl bohatý statkář, významný obchodník se sušeným ovocem. Měl republikánské cítění a byl belgickým konzulem v Algarve. Teixeira Gomes se v 16 letech zapsal na univerzitu v Coimbře ke studiu lékařství, ale o rok později studia opustil - proti vůli otce. Přestěhoval se do Lisabonu, kde navázal úzké kontakty s místními literárními kruhy (Fialho de Almeida, João de Deus aj.). Po absolvování vojenské služby odešel roku 1881 do Porta. Spoluzaložil tam divadelní noviny Gil Vicente. Psal také pro deníky Primeiro de Janeiro a Folha Nova. V roce 1891 ho jeho otec zapojil do podnikání. Pověřil ho, aby pro sdružení Sindicato de Exportadores de Figos do Algarve (Svaz vývozců fíků z Algarve) našel nové trhy. Hodně pak cestoval, po celé Evropě, ale i severní Africe a Malé Asii. Do Portugalska se vracel pouze během sezóny sběru fíků. Po roce 1895 navázal nové kontakty s literárními kruhy v Lisabonu. Prostřednictvím Fialha de Almeida se seznámil s básníky Gomesem Lealem, António Nobrem a dalšími. Právě Nobre ho povzbudil, aby vydal svou první knihu O Inventário de Junho, která vyšla v roce 1899. Kvůli zhoršujícímu se zdraví otce pak strávil delší období v Portimão. Zde napsal své nejznámější práce (Cartas sem Moral Nenhuma, Agosto Azul, Sabrina Freire, Desenhos e Anedotas de João de Deus, Gente Singular).
Jako oddaný republikán spolupracoval s deníkem A Lucta, který redigoval Brito Camacho. Po založení republiky byl jmenován portugalským velvyslancem v Londýně. 11. října 1911 předložil své pověřovací listiny králi Jiřímu V., jehož osobním přítelem se stal. Působil v této funkci i během první světové války, přičemž silně podporoval portugalské angažmá ve válce po britském boku. Roku 1918 byl odvolán proněmecky orientovaným Sidónio Paisem, který se v Portugalsku chopil moci. Byl dokonce dán do domácího vězení. Po pádu sidonistického režimu se vrátil do diplomacie a stal se velvyslancem ve Španělsku (1919) a poté znovu ve Spojeném království (1919–1923). Byl členem portugalské delegace na pařížské mírové konferenci (1919–1920) a neúspěšným kandidátem Demokratické strany (Partido Democrático) v prezidentských volbách 6. srpna 1919, které vyhrál António José de Almeida. Byl portugalským zástupcem ve Společnosti národů a sloužil jako místopředseda jejího Valného shromáždění od 6. do 30. září 1922. 6. srpna 1923 byl v nepřítomnosti zvolen prezidentem republiky. Do Portugalska dorazil 3. října 1923. Během svého funkčního období se neúspěšně pokusil bojovat proti vlně politického násilí organizovaného jednak radikály, jednak armádou. Byl ze situace v zemi mimořádně frustrován a 11. prosince 1925 pod záminkou špatného zdraví rezignoval. 17. prosince 1925 Portugalsko navždy opustil. Usadil se v alžírském Oranu a vrátil se k literární činnosti. Přispíval do portugalských novin O Diabo a časopisu Seara Nova. V roce 1931 se přestěhoval do alžírské Bidžáje, kde prožil zbytek života. Postavil se negativně k autoritářskému režimu Estado Novo, který se v Portugalsku ustavil roku 1933.

### Próza
- Gente Singular (1909)
- Novelas Eróticas (1934)
- Regressos (1935)
- Miscelânea (1937)
- Maria Adelaide (1938)
- Carnaval Literário (1939)

### Divadelní hry
- Sabina Freire (1905)

### Publicistika
- Inventário de Junho (1899)
- Cartas sem Moral Nenhuma (1903)
- Agosto Azul (1904)
- Cartas a Columbano (1932)
- Londres Maravilhosa (1942)